# 經濟均衡

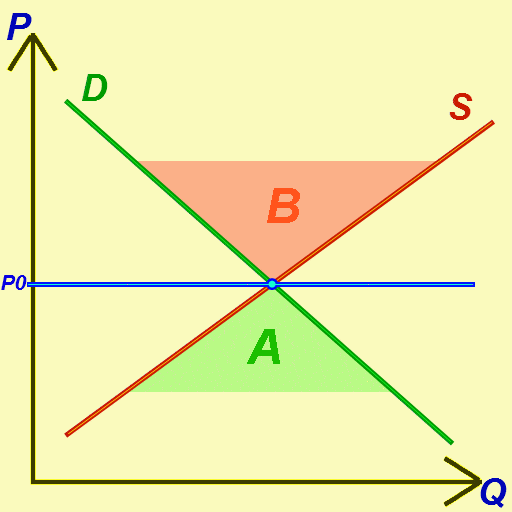
市場價格平衡

經濟均衡或市場均衡（英語：Economic equilibrium）在经济学中指的是市場達到以下的條件：一件商品的市場價格達到供給量與需求量相等的價格。

## 特性
當價格高於均衡點時，供給將會有剩餘；相反地，價格低於均衡點時，供給將會有短缺。不同的供給曲線和不同的需求曲線有著不同的均衡點。在最簡單的微觀經濟學中的供給與需求情況中，可以觀察到一個靜態的市場均衡點；然而，經濟均衡同樣可以發生在非市場關係中，並且也可以是動態的。這個例子就是局部均衡的情形，這種情形下，均衡有可能是多重市場的，或者是普遍均衡。
如同它其他的用法（例如在化學中），在經濟學中，均衡的意思是「平衡」，在這裡也就是供給與需求的力量的平衡。例如，供給持續的增加將會中斷均衡，而導致價格變低。最後，新的均衡會在多數的市場中重新形成，然後買賣的數量將一直維持在同一點，除非有供給或需求情況發變）。也就是說，沒有內部的力量會導致價格或數量的改變。
並非所有的經濟均衡都是穩定的。以一個穩定的均衡來說，從均衡偏離的小偏差將會產生某種經濟力量，以某種方式而使經濟系統回復原本的均衡。例如說，從一個均衡的市場出發，供給過多而導致價格變低的情況如果發生了，它會逐漸減少而回到供給等於需求的情況。假如供給和需求曲線相交多於一點，則可以發現有穩定與不穩定的均衡。
均衡並沒有本質上好或壞的性質，所以將規範性的價值附加在這個概念上會是一種錯誤。例如，人們即使普遍處在飢荒中，食物市場也可以是均衡的（因為他們無法負擔過高的均衡價格）。

## 解釋
在大多的解釋中，例如亞當斯密經營的古典經濟學主張自由市場會透過價格機制達成經濟均衡。也就是說，任何過度供應（market surplus或glut）會導致價格降低，這也使得供給的數量降低（因為生產與銷售商品的誘因減低），並且使需求的數量增加（因為提供消費者便宜的商品），這個機制就會自動廢除（abolish）過度供應的情形。相似地，在自由市場中，任何過度的需求（或說短缺）會導致價格增加，這會導致需求的的減低（因為消費者無力購買），並且增加供給的數量（因為生產與銷售商品的誘因升高）。如之前所說，不均衡情況（在這個例子中指的是短缺）將會消失。這個能自動消滅市場不平衡的市場，與所謂中央計畫的經濟類型可以區分開來。可以想見後者將有困難提供正確的價格，並且受困於貨品和服務的持續短缺。
這種觀點受到至少兩種學派的攻擊。現代主流的經濟學指出均衡並不必然相應於市场出清，但會相應於失業狀態，也就是勞動經濟學的效率工資假說（efficiency wage hypothesis）。某方面相同的是信用限額（credit rationing）的現象，在這情況中，銀行降低利息來創造貸款的過度需求，因此可以挑選客戶的對象。更進一步說，經濟均衡和壟斷也同樣相應，壟斷的組織可以故意維持市場的供應短缺來哄抬價格，進而獲取最大的利潤。但是，壟斷造成短缺也成質疑，如果提高價格需求量將會減少，短缺不存在。最後，凱因斯經濟學則指出未充分就業均衡，也就是勞動力的剩餘（如週期性失業）與總合需求（aggregate demand）短缺的長期共存情況。
另一方面，奧地利學派和約瑟夫‧熊彼得認為均衡從未可能實現，因為每個人總想獲取最低的價格，進而系統中總會有動態因素存在。自由市場的優勢並非在於創造靜態或者普遍均衡，而是在於能夠組織資源以符應個體的欲望，並且「發現」經濟進步的最好方法。

## 張五常的看法
美國經濟學家張五常指出：均衡是指模式有足夠的局限條件導出可被推翻的假說。因為在局限下爭取最大利益的公理下，均衡必定達到，也達至帕累托最優。否則，競爭者必然爭取其中的潛在利益。而張五常教授也指出，需求量是不可被觀測的，因此不均衡的情況，即剩餘及短缺是不可被驗證。因此，傳統上的不均衡是套套邏輯，無論是什麼情況也可說是不均衡。張五常教授指出，傳統所謂剩餘和短缺是指價格競爭未能有效分配資源的情況。他提出，若考慮全部局限，均衡將會出現，因為非價格競爭出現協助分配資源。例如一件商品定價太低，傳統分析認為出現了短缺。然而，非價格競爭如排隊的出現會使消費者獲得該商品的機會成本回到均衡價格。